# فين أموندسين
فين أموندسين (بالنرويجية البوكمول: Finn Amundsen)‏ هو حكم كرة قدم ومحرر وصحفي نرويجي، ولد في 29 مايو 1897، وتوفي في 18 مايو 1958.